# تادوما
تادوما أو التَّدومة هوٌ أسلوب للتواصل يستخدمه الأفراد الصم المكفوفون، حيث يقوم الشخص الأصم الكفيف بوضع إبهامه على شفاه المتحدث وأصابعه على الفك. وعادةً ما تتواجد الأصابع الثلاثة الوسطى على طول وجنتي المتحدث، على أن يقوم الإصبع الخنصر بالتقاط الذبذبات من حلق المتحدث. ويُشار إليها في بعض الأحيان باسم «قراءة الشفاه اللمسية»، حيث يشعر الشخص الأصم الكفيف بحركة الشفاه وكذلك بالذبذبات المنبعثة من الأحبال الصوتية، وانتفاخ الخدين والهواء الساخن الصادر من الأصوات الأنفية مثل حرفي "N" و"M".
وفي بعض الحالات، وبخاصة إذا كان المتحدث يعرف لغة الإشارة، يمكن للشخص الأصم والكفيف استخدام طريقة تادوما بإحدى يديه، والإحساس بوجه المتحدث؛ ويستخدم يده الأخرى في نفس الوقت ليشعر بإشارة المتحدث لنفس الكلمات. وبهذه الطريقة فتدعم الطريقتان كل منهما الأخرى، وتعطي للشخص الأصم الكفيف فرصة أفضل لفهم ما يحاول المتحدث أن يتواصل حوله. وبالإضافة إلى ذلك، فإن طريقة تادوما يمكن أن توفر للأشخاص الصم المكفوفين اتصالًا أقرب للكلام أكثر مما كان لديهم سابقًا. وهذا بدوره، قد يساعدهم على المحافظة على مهارات الكلام التي كانت قد نمت لديهم قبل أن يصبحوا صمًا، وفي حالات خاصة، لتعلم كيفية تحدث كلمات جديدة عليهم تمامًا.
ابتكرت هذه الوسيلة المعلمة الأمريكية صوفي ألمورن ثم جرى تطويرها في مدرسة بيركنز للمكفوفين بولاية ماساتشوستس. ولقد سميت بهذا الاسم نسبة إلى اسم أول طفلين تعلموا هذه الطريقة وهما: وينثروب «تاد» تشامبان و«أوما» سيمبسون. فقد كان من المأمول أن يتمكن الطلاب من تعلم كيفية التحدث من خلال محاولة محاكاة ما يشعرون به عند ملامسة وجه المتحدث وحلقه.
وتبين أنها طريقة صعبة في تعلمها واستخدامها، وبالتالي نادرًا ما تستخدم هذه الأيام. ومع ذلك، هناك عدد قليل من الأشخاص الصم المكفوفين الذين يمكنهم استخدام طريقة تادوما بنجاح في الاتصالات اليومية. فتستخدم هيلين كيلر كذلك شكلًا من أشكال طريقة تادوما.

## وصلات خارجية
- Website for Deafblind information